# Šlezijščina
Šlezijščina (šlezijsko: ślůnsko godka, ślůnski, včasih kar pů našymu, poljsko: język śląski) je jezik, ki se govori na Poljskem v regiji Zgornja Šlezija, pa tudi na Češkem in v Nemčiji. Pri popisu prebivalstva na Poljskem leta 2011 je približno 509.000 prebivalcev kot materni jezik navedlo šlezijščino.
Šlezijski jezik je zelo soroden poljskemu, zato ga del jezikoslovcev obravnava kot poljsko narečje.

### Abeceda
Šlezijščina nima ene same abecede. Govorci šlezijskega jezika pri pisanju uporabljajo kar črke poljske abecede. Leta 2006 pa so uvedli novo šlezijsko abecedo, ki temelji na črkah, uporabljenih v desetih rokopisih, zapisanih v šlezijskem jeziku. Raba šlezijske abecede se je hitro razširila zlasti po spletu. Uporablja jo tudi šlezijska Wikipedija. V primerjavi s poljsko abecedo ima manj dvočrkij.
Aa Bb Cc Ćć Čč Dd Ee Ff Gg Hh Ii Jj Kk Ll Mm Nn Ńń Oo Pp Rr Řř Ss Śś Šš Tt Uu Ůů Ww Yy Zz Źź Žž
In dvočrkja: Ch Dz Dź Dž.